# SMAP AID
『SMAP AID』（スマップ エイド）は、SMAP5枚目のベスト・アルバム。2011年8月17日発売。発売元はビクターエンタテインメント。

## 概要
2011年でCDデビュー20周年になったSMAPがファンへの感謝の気持ちを込めて、「みんなを勇気づけるSMAPの曲を集めたアルバム」をテーマに制作されたベスト・アルバム。2011年12月末までの限定出荷販売となっている。
ベスト・アルバムのリリースは2001年発売の『pamS』以来約10年ぶりとなる。
収録曲は本作以前にSMAPが発表してきた全楽曲の中からインターネット投票によって決定された。SMAPがアルバムの収録楽曲を投票によって決めるのは1995年発売の『Cool』以来となる。
CDジャケットは黄版「しあわせのYELLOW-AID」と赤版「げんきのRED-AID」の2種類。種類によってデザインが異なるハンカチが付く。また、SMAPのCDデビュー日である9月9日に行われる西武園ゆうえんち 波のプールでの1万名無料招待のファンミーティングに応募できる応募券が封入される。
CD1枚の売上につき200円がMarching Jを通じて東日本大震災の義援金として寄付される。
SMAPが1枚組のアルバムをリリースするのは2002年発売の『SMAP 015/Drink! Smap!』以来約9年ぶり、2年連続でアルバムをリリースするのは2006年発売の『Pop Up! SMAP』以来5年ぶり。
収録順は15位（freebird）から1位（オリジナル スマイル）までカウントダウンされるように収録されており、最後の16曲目にはボーナス・トラック「世界に一つだけの花 Chinese Version」が収録されている。
同年の紅白歌合戦にSMAPが出場した際には、本作から「not alone 〜幸せになろうよ〜」と「オリジナル スマイル」が披露されたが、この2曲のメドレーのタイトルが『SMAP AID 紅白SP』であり、本作のタイトルを使ったものだった。
「This is love」、「not alone 〜幸せになろうよ〜」、「世界に一つだけの花 Chinese Version」が収録されているのは本作のみだが、他の13曲と20位から16位までの5曲は2016年12月21日発売のベスト・アルバム『SMAP 25 YEARS』にも収録されている。
ジャケットのデザインはタイクーングラフィックスが担当している。

## 投票結果
投票結果は同年8月8日放送の『SMAP×SMAP』にて発表された。同番組の映像や前身番組である『夢がMORI MORI』の映像、ライブ・ビデオの映像を交えて紹介された。また、収録されなかったものの20位から16位までの楽曲も発表された。結果は以下の通りで、それぞれの曲の投票数は非公開となっている。
- 20位 チョモランマの唄

15thライブ・ビデオ『SMAP 2008 super.modern.artistic.performance tour』収録曲
JUNCTIONとして使われていた曲で、20位以内にランクインした曲で唯一CD化されていなかった曲である。
2012年12月17日放送のSMAP×SMAPにてテレビ初披露。
2016年発売の『SMAP 25 YEARS』にて初CD化となった。
- 19位 君は君だよ

9thシングル
テレビ東京系アニメ「姫ちゃんのリボン」エンディング・テーマ
- 18位 らいおんハート

32ndシングル
草彅剛主演 日本テレビ系「フードファイト」主題歌
- 17位 BEST FRIEND

4thシングル「負けるなBaby! 〜Never give up」カップリング
NHK「みんなのうた」より
SMAP主演「オリジナル・ストーリー 心の鏡」挿入歌
- 16位 Dear WOMAN

39thシングル
資生堂「TSUBAKI」CMソング
- 15位〜1位

前述の通り本作の1曲目〜15曲目

木村拓哉がラジオで、44位「君色思い」、42位「愛と勇気」、35位「Song 2～the sequel to that～」、30位は「Major」、28位は「BANG! BANG! バカンス!」、22位は「FIVE RESPECT」と言っている。

## チャート成績
2011年8月29日付のオリコン週間アルバムランキングで28.3万枚を売り上げ、1位を獲得した。
累計売上は42.0万枚（オリコン調べ）。アルバムでは2006年発売の『Pop Up! SMAP』以来、5年ぶりに累計売上が40万枚を突破した。

## 収録曲
※はアルバム初収録曲。※※はシングル・ヴァージョンアルバム初収録曲。
1. freebird (4:35)
作詞・作曲・編曲:シライシ紗トリ
34thシングル
フジテレビ系「SMAP×SMAP」テーマソング
2. Fine, Peace! (4:48) - 木村拓哉・草彅剛・香取慎吾
作詞:佐原けいこ / 作曲:日比野元気 / 編曲:春川仁志
16thアルバム『SAMPLE BANG!』収録曲
3. This is love※ (4:48)
Words & Music:LOVE PSYCHEDELICO
45thシングル
フジテレビ系「SMAP×SMAP」テーマソング
4. がんばりましょう (3:48)
作詞:小倉めぐみ / 作曲・編曲:庄野賢一
14thシングル
フジテレビ系「なるほど!ザ・ワールド」テーマソング
フジテレビ系「夢がMORI MORI」テーマソング
中居正広・木村拓哉出演 ローソン「JOHNNYS WORLD VISUAL RECORD」CMソング
春の選抜高校野球'95 入場曲
5. この瞬間、きっと夢じゃない (3:42)
作詞・作曲:Hi-Fi CAMP / 編曲:長岡成貢
43rdシングル
TBS系「北京オリンピック」テーマソング
6. どうか届きますように (4:33)
作詞・作曲:MORISHINS' / 編曲:REO
18thアルバム『super.modern.artistic.performance』収録曲
7. 夜空ノムコウ (4:34)
作詞:スガシカオ / 作曲:川村結花 / 編曲:CHOKKAKU
27thシングル
フジテレビ系「SMAP×SMAP」テーマソング
8. オレンジ (5:01)
作詞・作曲:市川喜康 / 編曲:ZAKI
32ndシングル「らいおんハート」カップリング
9. STAY (4:59)
作詞:佐原けいこ / 作曲:日比野元気 / 編曲:宗像仁志
17thアルバム『Pop Up! SMAP』収録曲
10. ありがとう※ (4:53)
作詞・作曲:MORISHINS' / 編曲:REO
40thシングル
草彅剛主演 フジテレビ系ドラマ「僕の歩く道」主題歌
11. 世界に一つだけの花（シングル・ヴァージョン）※※ (4:41)
作詞・作曲・編曲:槇原敬之 / ストリングスアレンジメント:門倉聡
35thシングル
14thアルバム「SMAP 015/Drink! Smap!」収録曲のシングル・ヴァージョン
草彅剛主演 フジテレビ系ドラマ「僕の生きる道」主題歌
12. ススメ! (5:22)
作詞:多田琢 / 作曲:TAKUYA / 編曲:田辺恵二 / コーラスアレンジ:知野芳彦
15thアルバム『SMAP 016/MIJ』収録曲
13. not alone 〜幸せになろうよ〜※ (4:20)
作詞:権八成裕 / 作曲・編曲:菅野よう子
配信限定シングル
香取慎吾主演 フジテレビ系ドラマ「幸せになろうよ」主題歌
震災の影響で配信限定だったため、今回がCD初収録となった。
14. はじまりのうた (4:16)
作詞・作曲・編曲:島崎貴光 / ストリングスアレンジ:クラッシャー木村
18thアルバム『super.modern.artistic.performance』収録曲
15. オリジナル スマイル (5:08)
作詞:森浩美 / 作曲:MARK DAVIS / 編曲:CHOKKAKU
13thシングル
木村拓哉出演 大塚製薬「オロナミンC」CMソング
16. 世界上唯一的花（世界に一つだけの花 Chinese Version）(4:40)
中国語詞:林明陽
日本語詩・作曲・編曲:槇原敬之
35thシングルの中国語バージョン
ボーナス・トラックとして収録されている。

## 演奏
- シライシ紗トリ：Back Vocal, Bass, Guitar, Keyboards & Programming (#1)
- 清水昭男：Guitar (#1)
- DJ Jr.：Scratch (#1)
- 阿部義明：Guitar (#2)
- 山口寛雄：Bass (#2)
- 戸苅朋勇、高橋哲也：Chorus (#2)
- 春川仁志：Other Instruments (#2)
- KUMI (LOVE PSYCHEDELICO)：Chorus, Bongo, Shaker, Cabasa, Snare Drum (#3)
- NAOKI (LOVE PSYCHEDELICO)：Chorus, Electric Guitar, Acoustic Guitar, Electric Piano, Computer Programming (#3)
- 堀江博久：Organ, Synthesizer (#3)
- 小田原友洋：Chorus (#3.13)
- 庄野賢一：All Instruments (#4)
- ジェフリー・クエスト：Chorus (#4)
- 鎌田俊哉 (David T. Kamada)
  - Chorus (#4.15)
  - Acoustic Guitar (#15)
- 野澤孝智：Chorus (#4.7.15)
- 鈴木英俊：Guitar (#5)
- クラッシャー木村ストリングス：Strings (#5.14)
- 知野芳彦
  - Chorus (#5.6.8.9.12.14)
  - Guitar (#8)
- 長岡成貢：All Other Instruments (#5)
- 鈴木健治：Acoustic Guitar, Electric Guitar (#6)
- REO
  - All Other Instruments (#6.10)
  - Programming (#10)
- 角田順：Electric Sitar (#7)
- CHOKKAKU：Other Instruments (#7.15)
- エリック・ミヤシロ：Trumpet, Flugelhorn (#8)
- 中川英二郎、清岡太郎：Trombone (#8)
- 鈴木明男：Tenor Sax (#8)
- ZAKI：Other Instruments, Chorus (#8)
- 宗像仁志：Percussions & Programming (#9)
- 林部直樹：Guitar (#9)
- 松本圭司：Piano (#9)
- 小畠将士：Chorus (#9)
- 松本良喜：Co-Sound Produce (#10)
- 石成正人：Acoustic Guitar, Electric Guitar (#10)
- 弦一徹ストリングス：Strings (#10)
- MORISHIN、すずかけ児童合唱団、フレーベル少年合唱団：Chorus(#10)
- 槇原敬之：Chorus (#11)
- 門倉聡：Strings Arrangement (#11.16)
- 小倉博和：Bouzouki (#11.16)
- 有田純弘：Banjo (#11.16)
- 篠崎正嗣ストリングス：Strings (#11.13.16)
- 毛利泰士：Programming & Percussion (#11.16)
- 山本英武：Guitars (#12)
- 田辺恵二：Other Instruments (#12)
- 安部純、KAZCO、ICHICO：Chorus (#12)
- 玉田豊夢：Drums (#13)
- 松原秀樹：Bass (#13)
- 西川進：Acoustic Guitar, Electric Guitar (#13)
- 高市紀子：Flute (#13)
- 宮村和宏：Oboe (#13)
- 濱崎由紀：Clarinet (#13)
- 堂山敦史：Horn (#13)
- 斎藤茂彦：Manipulator (#13)
- 菅野よう子：Piano & All Other Instruments (#13)
- 川崎哲平：Bass (#14)
- 石井裕：Acoustic Guitar, Electric Guitar (#14)
- 島崎貴光：All Other Instruments (#14)
- 中山邦夫：Chorus (#16)